# Alternaria brassicae
Alternaria brassicae (spikkelziekte) is een schimmel die behoort tot de orde Pleosporales van de ascomyceten. De schimmel tast koolsoorten, koolzaad, andere groentegewassen en rozen aan.

## Kenmerken

### Uiterlijke kenmerken

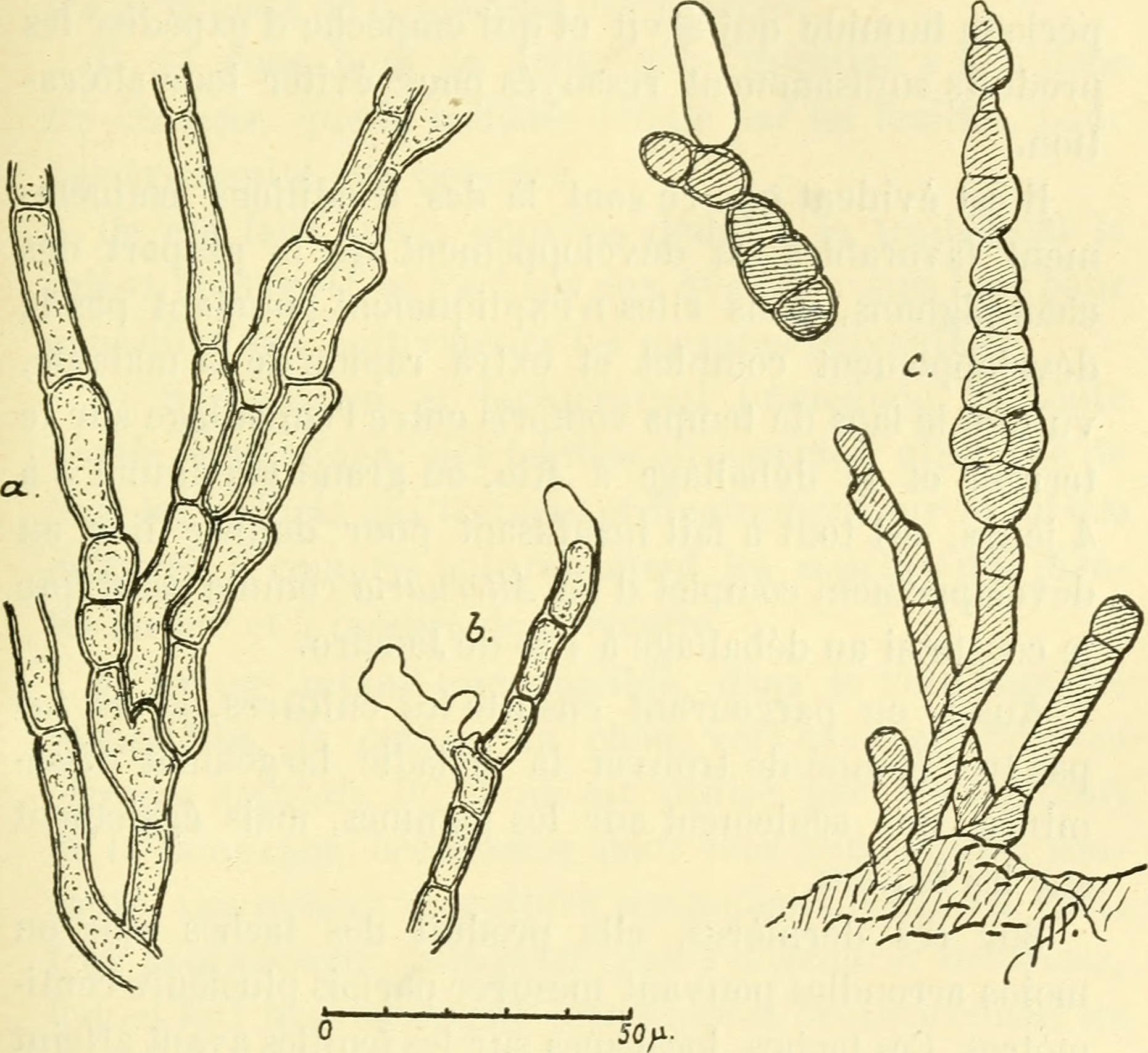
Hyfen en conidia van Alternaria brassicae

Op de aangetaste bladeren ontstaan ronde, lichtbruine tot grijze of donkerbruine, tot 12 mm grote vlekken. Op de middennerf van het blad zijn de vlekken ovaal of lijnvormig en ingezonken. Op bloemkool ontstaan op de kool zwarte vlekken.

### Microscopische kenmerken
De doorzichtige, 4 - 8 µm brede schimmeldraden zijn vertakt en gesegmenteerd. De midden- tot bleek grijs-olijfkleurige, gesepteerde, 170 µm lange en 6-11 µm brede conidioforen zitten in groepjes van 2 - 10 of meer op de schimmeldraden. Ze komen door de huidmondjes naar buiten, zijn vaak knievormig gebogen, aan de voet iets opgezwollen en hebben een tot meerdere conidionale littekens. De rechte of iets gebogen, bleke of zeer bleekolijfkleurige of grijs-olijfkleurige conidia zijn alleenstaand of zitten soms in kettingen bestaande uit tot maximaal vier conidiën. Ze zijn 75-350 µm lang en 20-30 µm breed. Soms hebben ze kleine wratjes op de celwand. De conidiën hebben 11 - 15 dwarse tussenwanden en 0 - 3 in de lengte lopende tussenwanden. De lengte van de snavel bedraagt ongeveer een derde tot een kwart van het conidium en is 5 - 9 µm breed. De conidiën zitten aan de top van de conidiofoor of langs de conidiofoor, waar ze uit kleine openingen in de wand van de conidiofoor naar buiten treden.

## Verwarrende soorten
Alternaria brassicae lijkt veel op Alternaria brassicicola.

## Waardplanten
Waardplanten zijn kruisbloemigen, zoals broccoli, kool, mierik, koolrabi, mosterd, radijs, koolzaad en koolraap.

## Verspreiding
De schimmel komt bijna over de gehele wereld voor.